# Альтшулер Модест Ісакович
Модест Ісакович Альтшулер — (справжнє ім'я Моїсе́й; 15 лютого 1873 — 12 вересня 1963) — віолончеліст і диригент єврейського походження.
Народився у Могильові. Закінчив Московську консерваторію (1894) як віолончеліст по класу Альфреда Глена. У 1892 р. був одним із засновників Московського тріо. З 1896 року жив і працював у США. У 1904 р. заснував у Нью-Йорку Оркестр Російського симфонічного товариства, що проіснував близько 15 років і який зробив значний внесок у пропаганду російської: оркестр під управлінням Альтшулера вперше в США виконав багато творів Олександра Скрябіна — зокрема, 20 травня 1915 в нью-йоркському Карнегі-Холі вперше прозвучала симфонічна поема «Прометей» з повністю реалізованою партією світла; серед інших американських прем'єр оркестру, зокрема, Перший фортепіанний концерт Сергія Прокоф'єва.
Надалі жив в Каліфорнії, спорадично працював у Голлівуді як композитор, аранжувальник і диригент. Опублікував книгу мемуарів (1956), спогади про Скрябіна. Помер у Лос-Анджелесі. Серед родичів Альтшулера — віолончелістка Елінор Аллер (його внучата племінниця) та її син, диригент Леонард Слаткін.